# Takehara

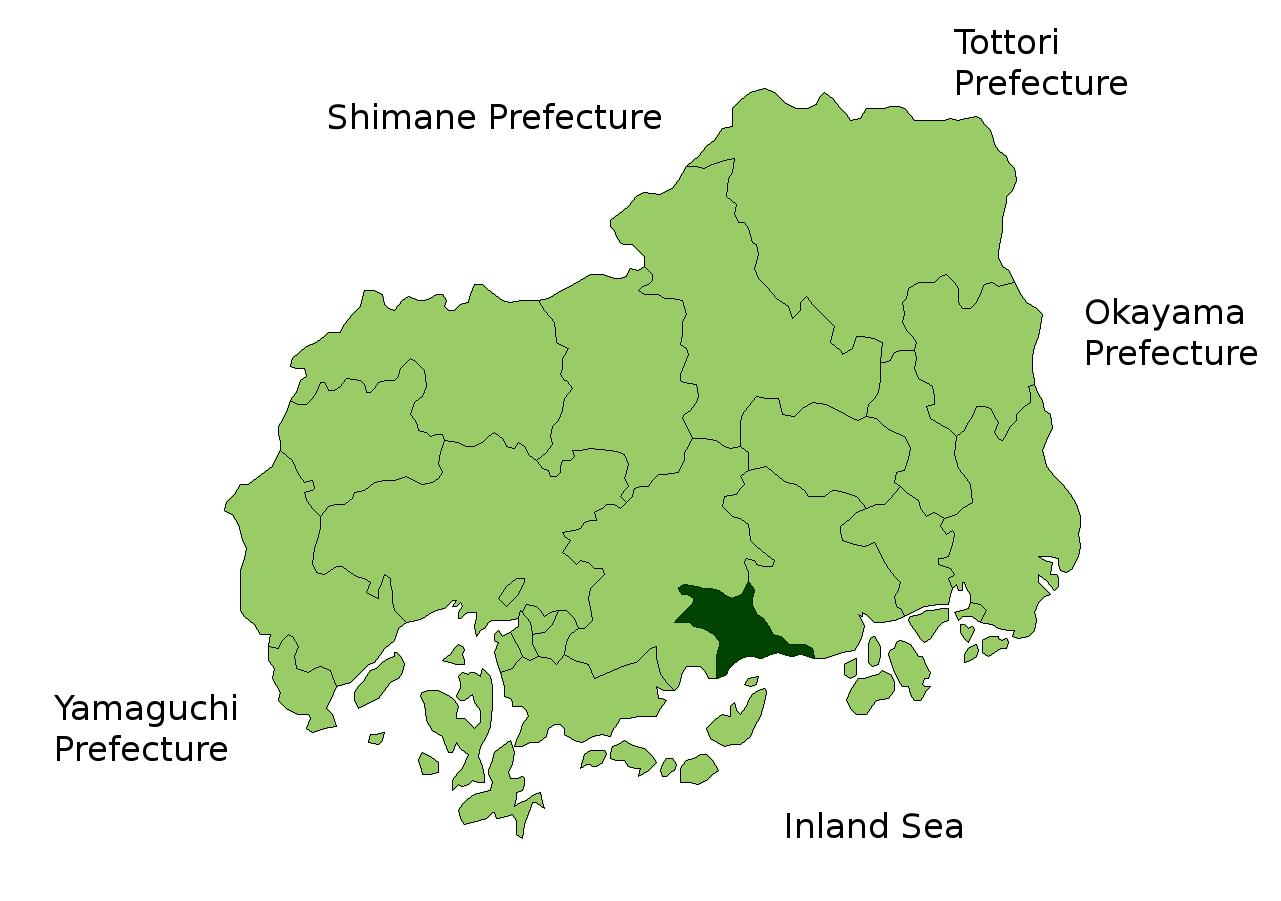

Takehara (竹原市 Takehara-shi?) este un municipiu din Japonia, prefectura Hiroshima.